# キヤノンオプトロン
キヤノンオプトロン株式会社 は、茨城県結城市に本社を置く企業である。主に機能性粉末、薄膜蒸着材料、スパッタリングターゲット、光学結晶レンズを開発・製造・販売し、撥水、撥油、防水、指紋付着防止用途の蒸着剤を扱う。人工蛍石レンズの製造・研磨加工メーカーであり、MgF2蒸着剤の製造者でもある。

## 沿革
人造蛍石の製造のため、1974年に株式会社オプトロンとして設立。2001年茨城県結城市に移転、2004年現社名に変更。

## 事業分野
ディスプレイ・タッチパネル・脱レアメタル透明導電膜材料・半導体・電子・電気・眼鏡（メガネ）・金属・精密機械・自動車・天文天体観測・食品包装・光学結晶の開発・製造・販売、海外事業展開、輸出入、スパッタリング技術コンサルティング。